# Beatriz Souza
Beatriz Souza (n. 20 mai 1998, Itariri, São Paulo, Brazilia) este o sportivă ce a reprezentat Brazilia, medaliată olimpică. A participat la o ediție a Jocurilor Olimpice (2024) în care a câștigat o medalie de aur.